# Herīs (kommunhuvudort i Iran)
Herīs (persiska: هريس) är en kommunhuvudort i Iran.   Den ligger i provinsen Östazarbaijan, i den nordvästra delen av landet, 500 km nordväst om huvudstaden Teheran. Herīs ligger 1 904 meter över havet och antalet invånare är 9 513.
Terrängen runt Herīs är kuperad åt nordost, men åt sydväst är den platt.Runt Herīs är det ganska glesbefolkat, med 35 invånare per kvadratkilometer. Herīs är det största samhället i trakten. Trakten runt Herīs består i huvudsak av gräsmarker.